# Euprosterna aroensis
Euprosterna aroensis är en fjärilsart som beskrevs av William Schaus 1901. Euprosterna aroensis ingår i släktet Euprosterna och familjen snigelspinnare. Inga underarter finns listade i Catalogue of Life.